# Takeshi Motoyoshi
Takeshi Motoyoshi (本吉 剛, Motoyoshi Takeshi) est un footballeur japonais né le 26 juillet 1967 dans la préfecture de Kanagawa au Japon.